# ناتاليا باستوس بونافيدس
ناتاليا باستوس بونافيدس هي سياسية برازيلية. في عام 2016 تم انتخابها لعضوية مجلس مدينة ناتال من قبل حزب العمال. في عام 2018 تم انتخابها نائبة فيدرالية عن ريو غراندي دو نورتي.